# Steinbruch mit Höhle am Schieferstein (Höllöcher)
Das Naturschutzgebiet Steinbruch mit Höhle am Schieferstein (Höllöcher) liegt auf dem Gebiet der Gemeinde Marienheide im Oberbergischen Kreis in Nordrhein-Westfalen. Das Gebiet liegt innerhalb des Dreieckes, den die Ortschaften Dürhölzen, Winkel und Jedinghagen bilden und erstreckt sich vom Gipfel des 368 m hohen Schiefersteins über seinen Südwesthang bis in das Bachtal des Dürholzener Baches.

## Beschreibung
Das 7,6 ha große Gebiet steht seit 1992 unter Naturschutz gestellt und trägt die Schlüsselnummer GM-007.
Laut Fachinformationsdienst des Landesamtes für Natur, Umwelt und Verbraucherschutz in NRW

„handelt sich um ein Laubwaldgebiet mit überwiegender Bestockung aus Eiche und Buche. In dem stark zerklüfteten Kernbereich dominiert ein ca. 120-jähriger Hainsimsen-Buchenwald (Luzulo-Fagetum). Auf Teilflächen des Kernbereichs ist der Boden kalkhaltig, mit typischen Arten des Waldmeister-Buchenwaldes (Galio odorati-Fagetum) in der Krautschicht. Als Mischbaumarten kommen Stiel-Eiche, Trauben-Eiche, Wild-Kirsche und Hainbuche vor, lokal sind einzelne ca. 80 jährige Fichten eingemischt. Ebenfalls im Kernbereich befinden sich eine natürlich entstandene Höhle von ca. 50 m Ganglänge, sowie offene Felselemente und Stollenrelikte, die von ehemaligem Gesteinsabbau zeugen. Der ehemalige Steinbruch samt der natürlichen Höhle steht unter Denkmalschutz. Entlang eines naturnahen Fließgewässers (Bachoberlauf) stockt im Südwesten des Schutzgebietes ein Auenmischwald aus Erle, Hainbuche, Eiche, Esche und Rotbuche. Außerhalb des Kernbereichs befinden sich Buchen-Eichenmischwälder, mit artenarmer Krautschicht auf typischem Hainsimsen-Buchenwald-Standort. Die Rotbuche drängt die Eiche durch Einwachsen in deren Krone zurück. Im gesamten Gebiet verjüngt sich die Rotbuche frequent lokal natürlich. Eichennaturverjüngung ist so gut wie nicht vorhanden. Die Bedeutung des Gebietes beruht auf den naturnahen Buchenwaldausprägungen mit hohen Tot- und Altholzanteilen und typisch ausgeprägter Krautschicht sowie der natürlichen Höhle mit Fledermausvorkommen. Als Naturschutzgebiet hat die Fläche eine regionale Bedeutung im Biotopverbund.“

## Schutzziele
Schutzziel sind der Erhalt und die Entwicklung des Buchenwaldgebietes mit naturnahem Bachlauf sowie der Erhalt der Höhle als Lebensraum und Winterquartier verschiedener Tierarten.

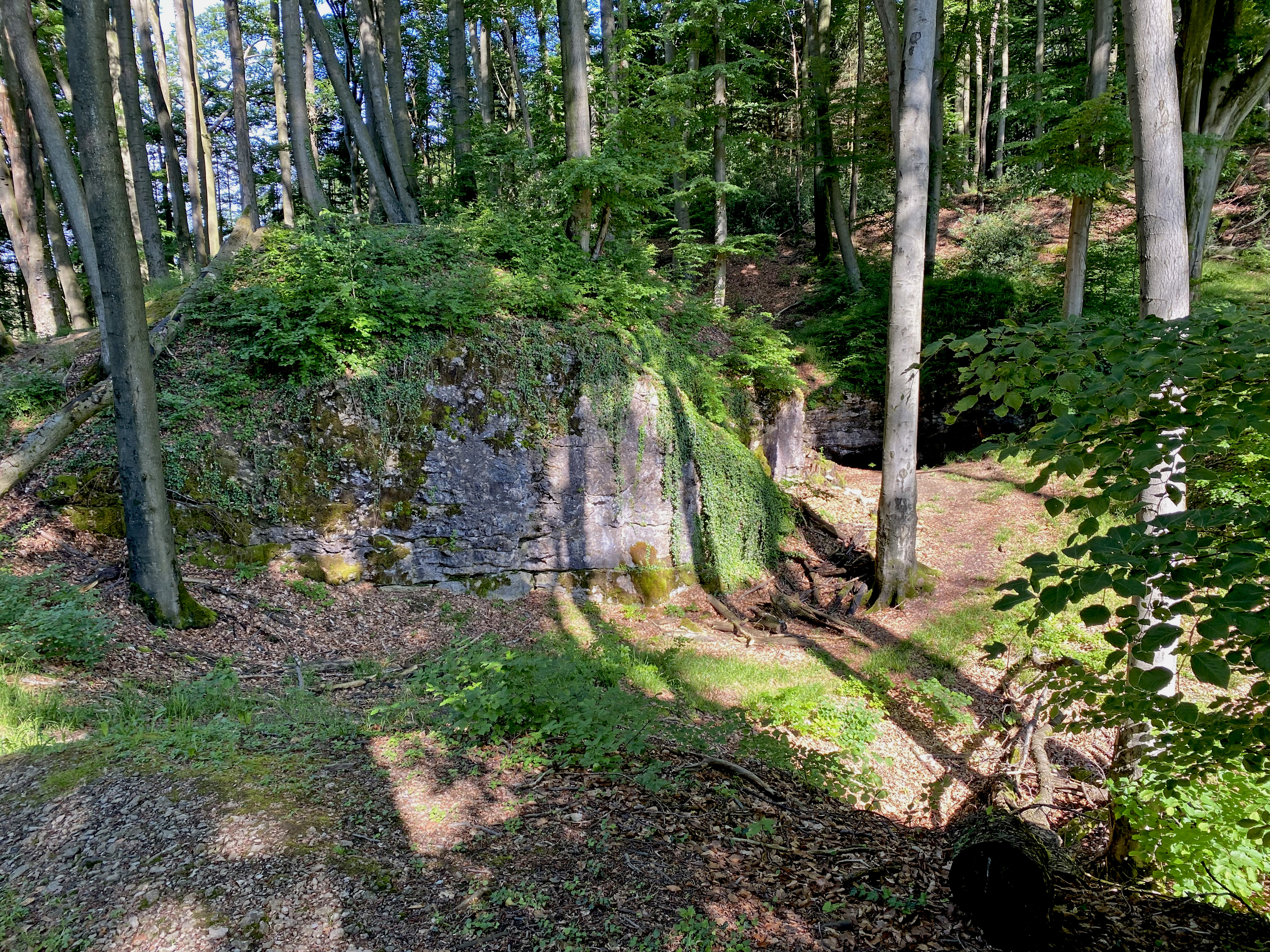
Ehemaliger Steinbruch
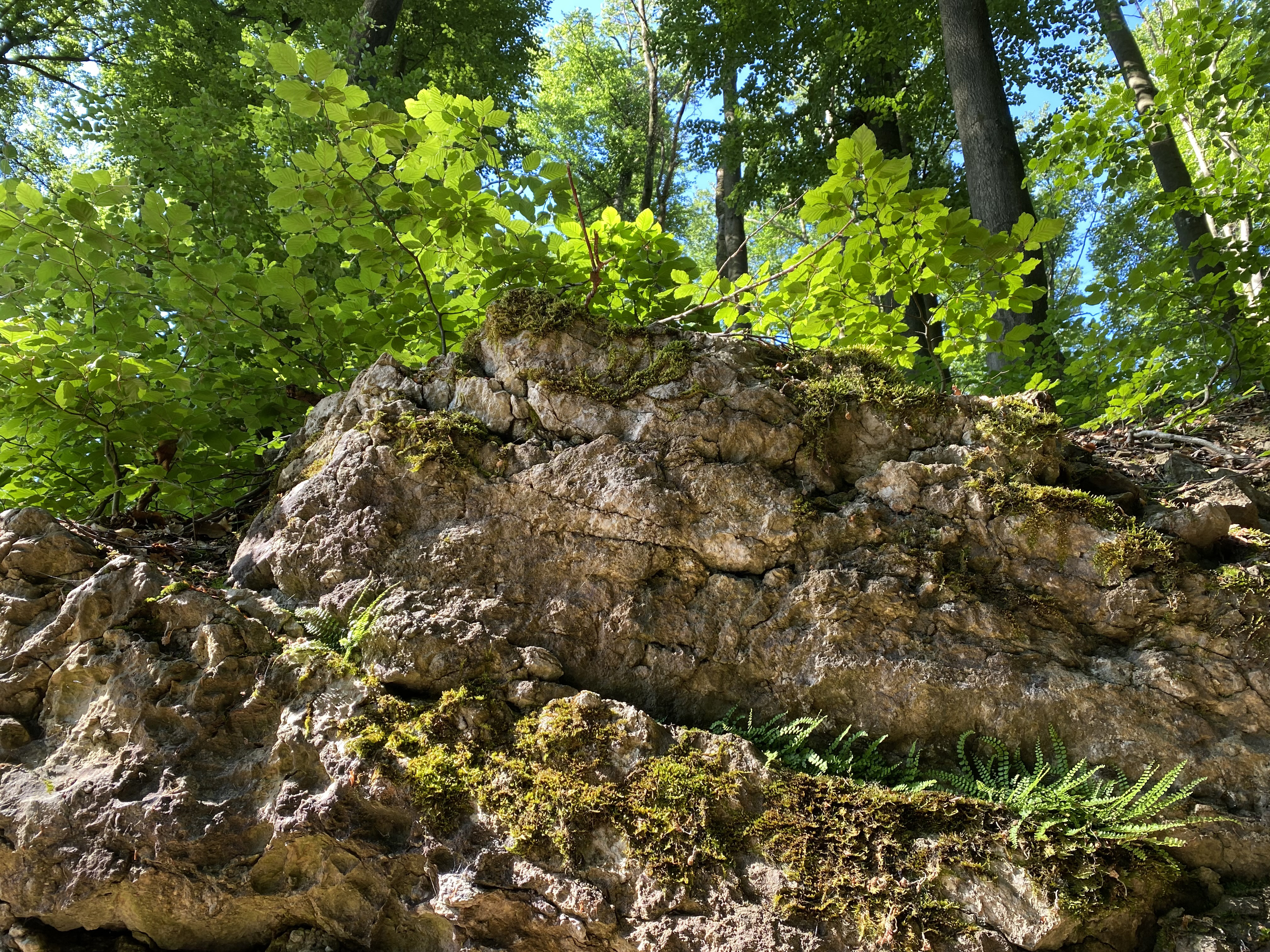
Braunstieliger Streifenfarn in Kalkfelsspalte
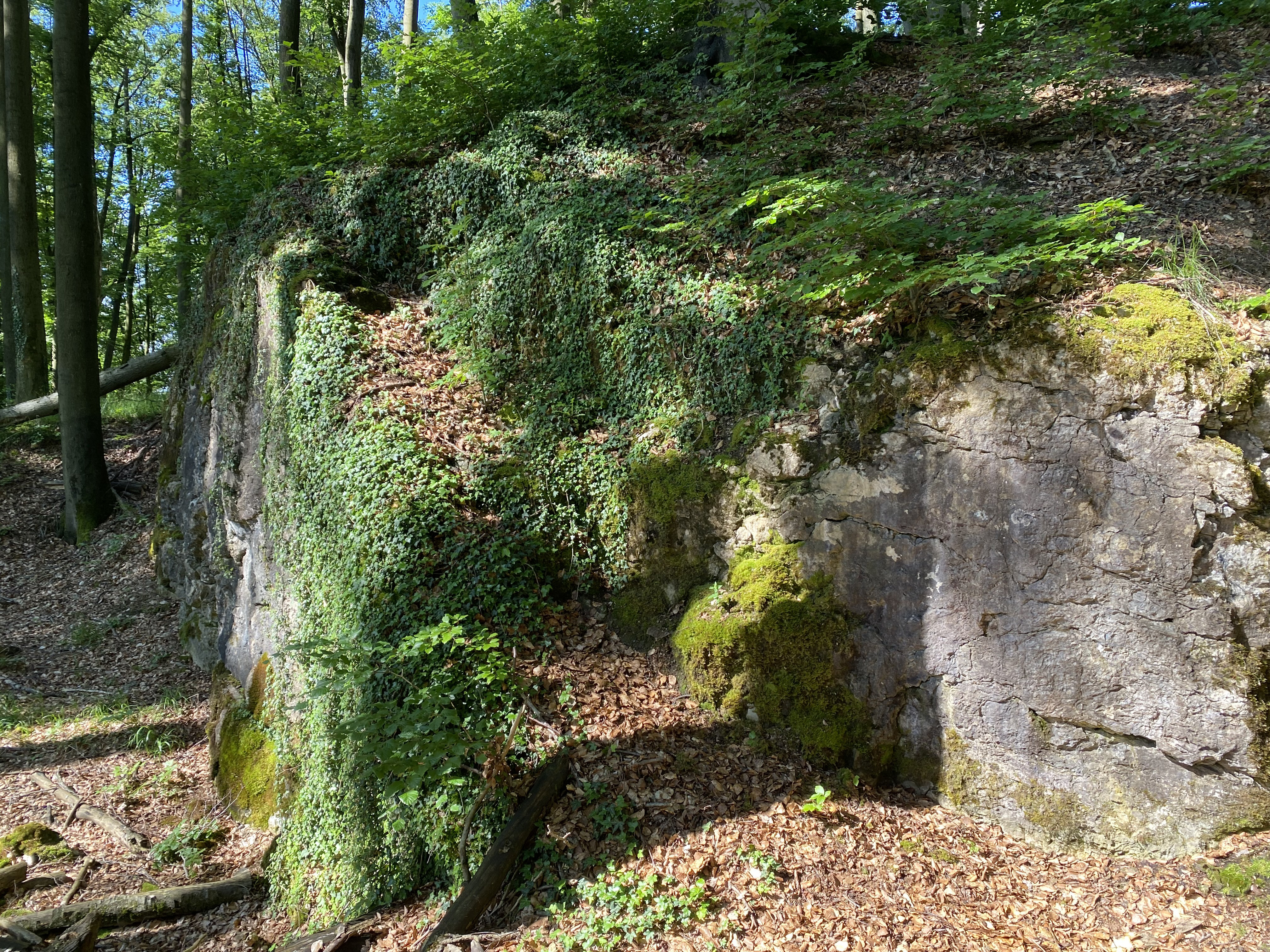
Kalksteinwand
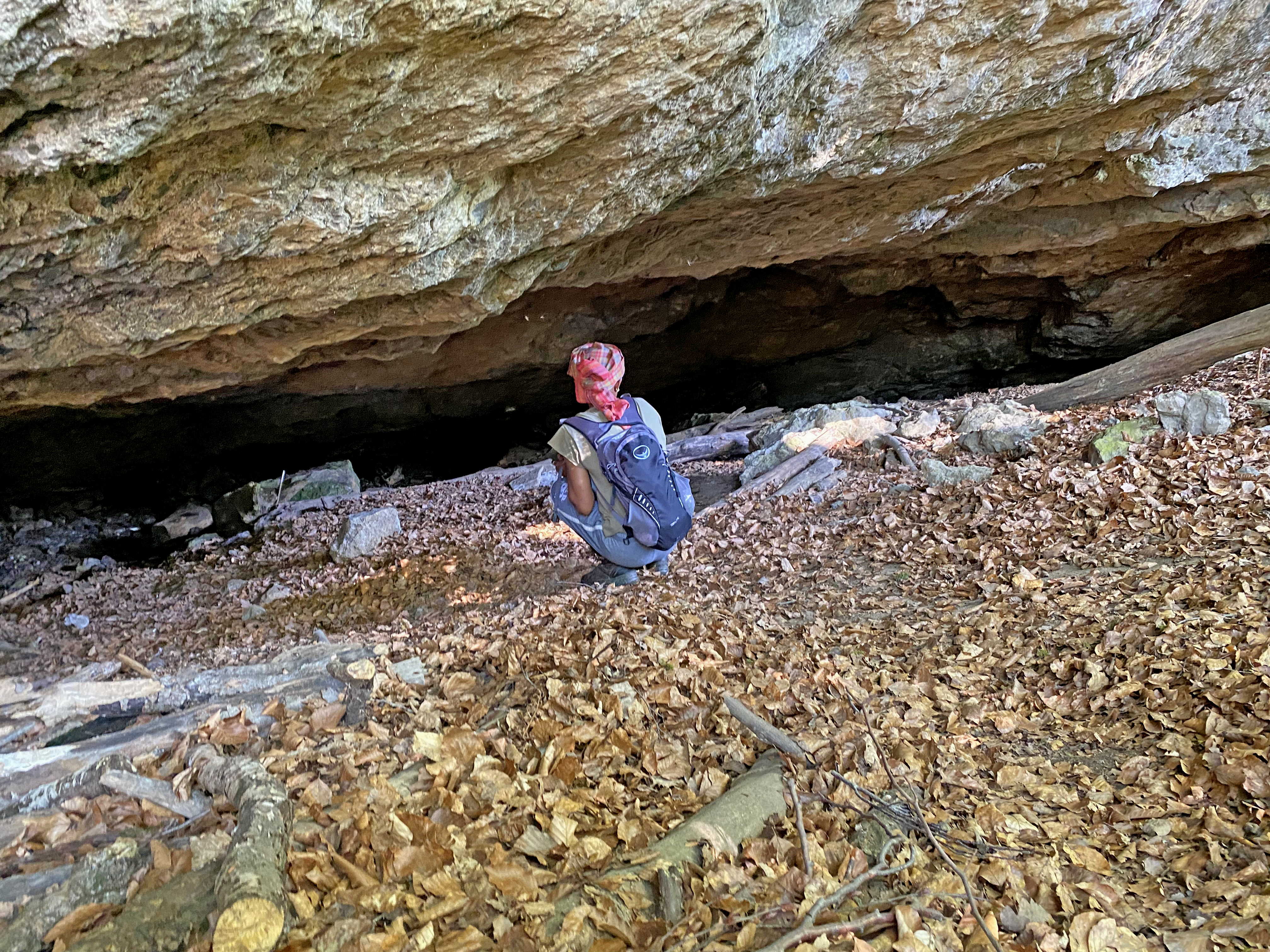
Das Hülloch im NSG
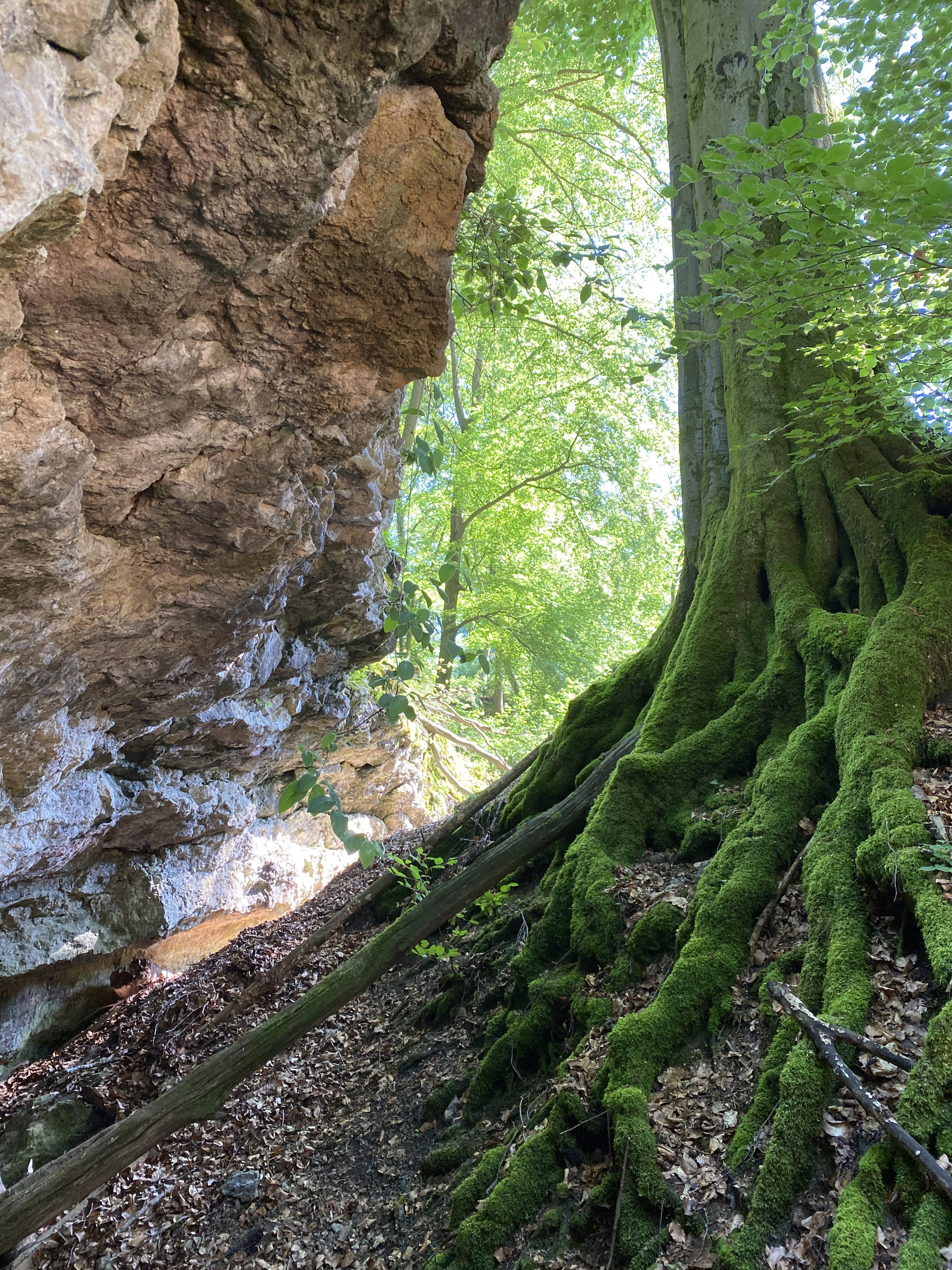
Buchenwurzelwerk und Kalksteinwand
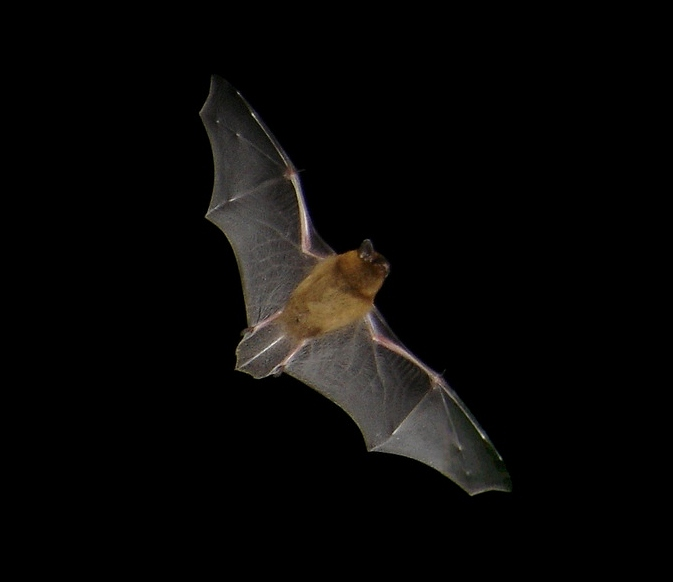
Stillgelegte Stollen und Höhlen dienen als Fledermaus-Quartier
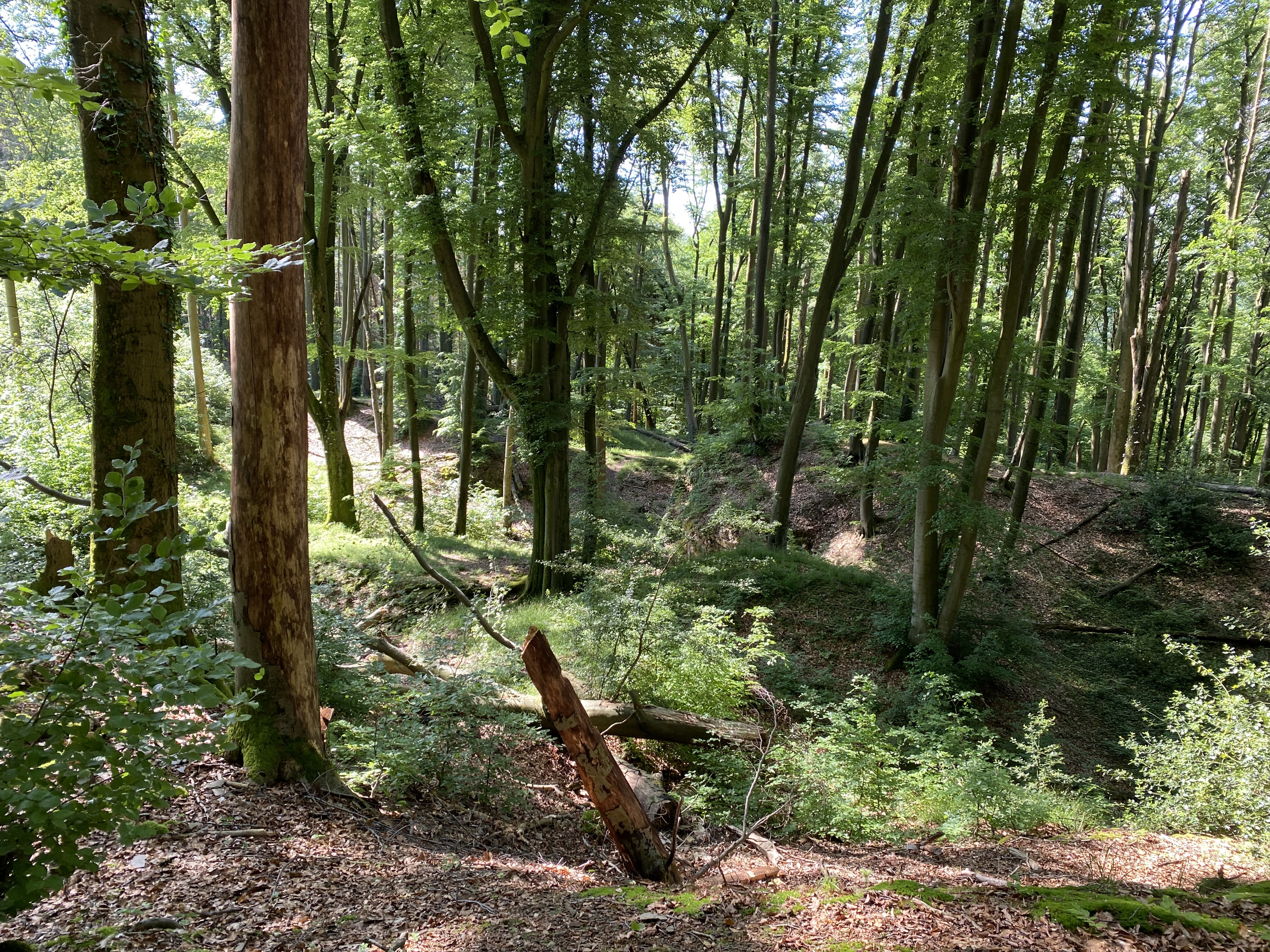
Buchenwald mit Totholz – ehemaliger Steinbruch
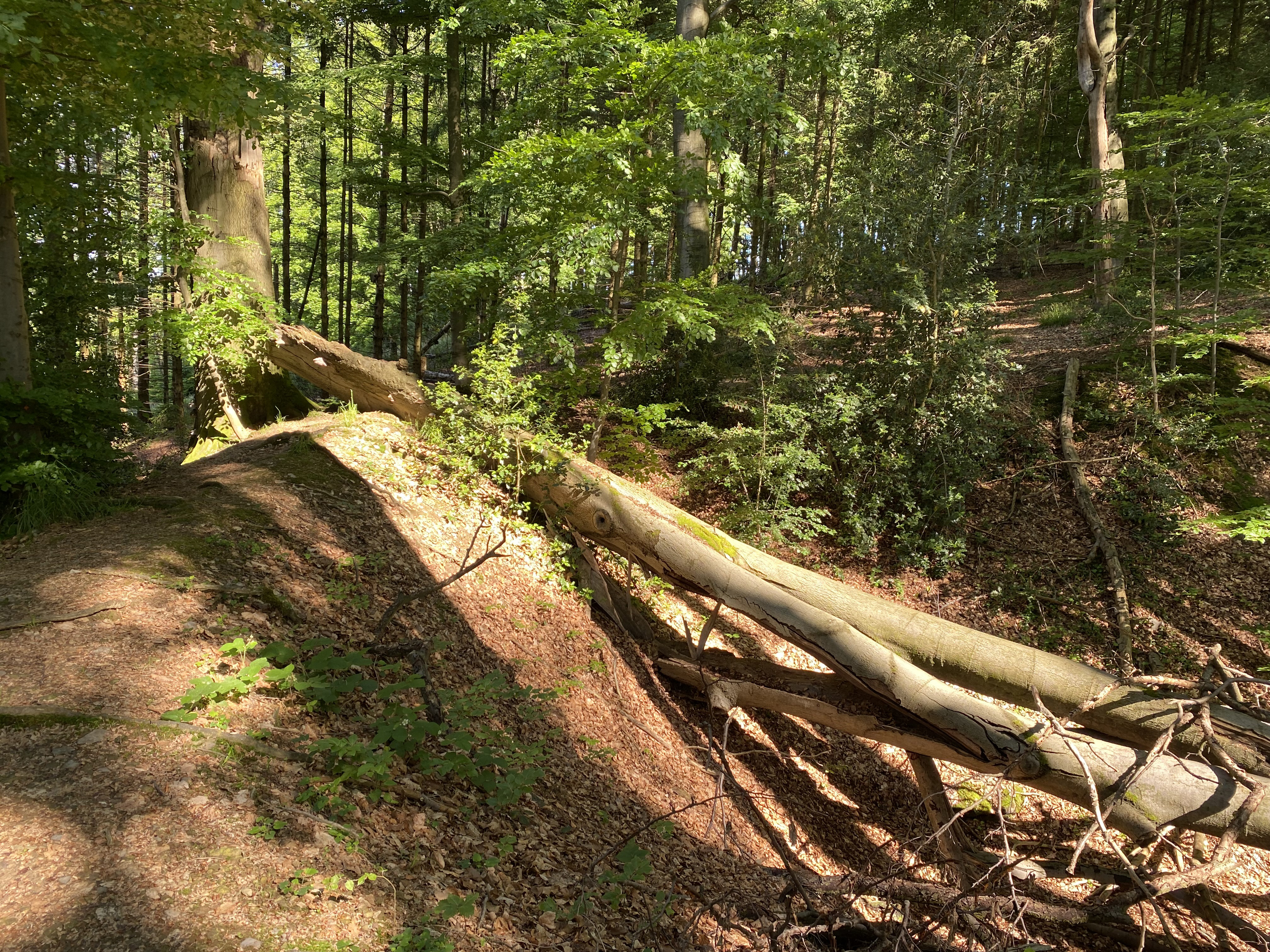
Buchen-Totholz im ehemaligen Steinbruch
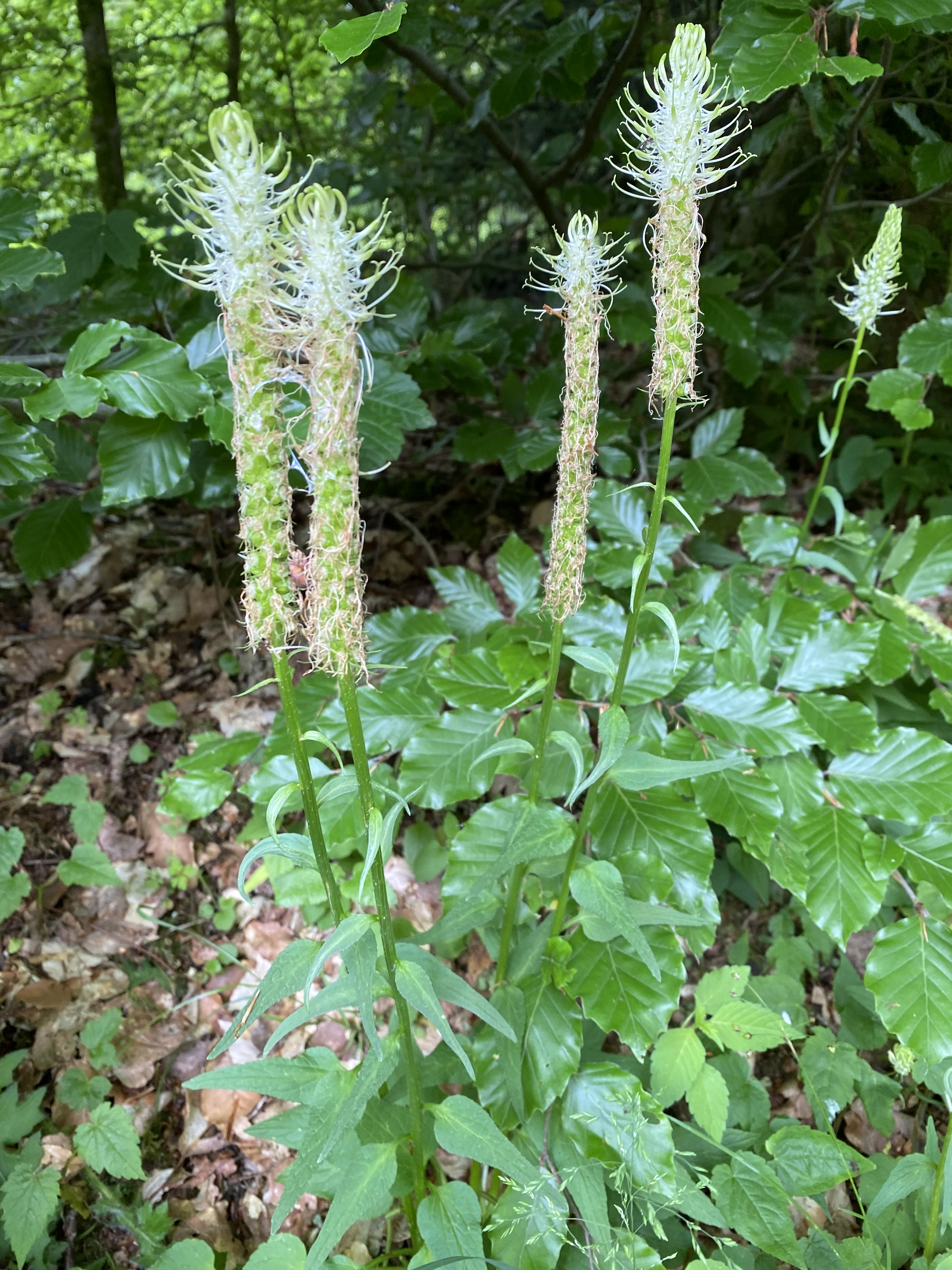
Heimisch im NSG: Ährige Teufelskralle